# Gashmī
Gashmī (persiska: گشمی) är en ort i Iran.   Den ligger i provinsen Hormozgan, i den sydöstra delen av landet, 1 300 km sydost om huvudstaden Teheran. Gashmī ligger 14 meter över havet och antalet invånare är 122.
Terrängen runt Gashmī är mycket platt.  Närmaste större samhälle är Gohert, 12,2 km öster om Gashmī. Trakten runt Gashmī är ofruktbar med lite eller ingen växtlighet.